# Epimecinus alkirna
Espèce
Epimecinus alkirna est une espèce d'araignées aranéomorphes de la famille des Desidae.

## Distribution
Cette espèce est endémique du Goldfields-Esperance en Australie-Occidentale,. Elle se rencontre dans des grottes de la plaine de Nullarbor.

## Description
La carapace de la femelle holotype mesure 5,13 mm de long sur 3,59 mm et l'abdomen 5,67 mm de long sur 3,53 mm.

## Publication originale
- Gray, 1973 : Cavernicolous spiders from the Nullarbor Plain and south-west Australia. Australian Journal of Entomology, vol. 12, p. 207-221 (texte intégral).